# معوجة

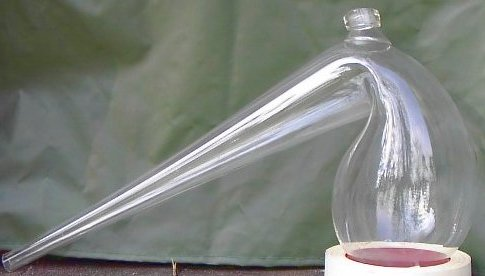
معوجة.

المعوجة في المختبرات الكيميائية، هي معدة أو أداة زجاجية تستخدم في التقطير أو في التقطير الجاف للمواد. وهي تتكون من وعاء كروي (غلاية) متصل بعنق طويل متدني لأسفل. يُوضع السائل المراد تقطيره في هذا الوعاء ويُسخّن. وتقوم العنق بدور المكثف مما يسمح للأبخرة المتصاعدة بأن تتكثف وتتدفق على طول العنق لكي تدخل في وعاء تجميعي وضع بالأسفل.
المعوجة وفي الصناعات الكيميائية هي بمكانة وعاء محكم تُسخّن فيع المواد لإتمام تفاعل كيميائي ما يؤدي إلى إنتاج منتجات غازية والتي تُجمّع في وعاء تجميعي أو تستخدم في المزيد من المعالجات. ومثل تلك المعوجات الصناعية تستخدم في استخراج الزيت الصخري «زيت الكيروجين» وأيضاً في إنتاج الفحم. عملية تسخين الصخور الزيتية من أجل إنتاج الزيت الصخري، الغاز الصخري، والصخر الزيتي المحروق عادة ما تسمى «عملية التقطير بالمعوجة».
وفي الصناعات الغذائية، غالباً ما يشار إلى أواني الضغط التي تستخدم في الطهي على أنها معوجات، وهذا ما يطلق على «معوجات التعليب».

## دورها في الكيمياء التحليلية

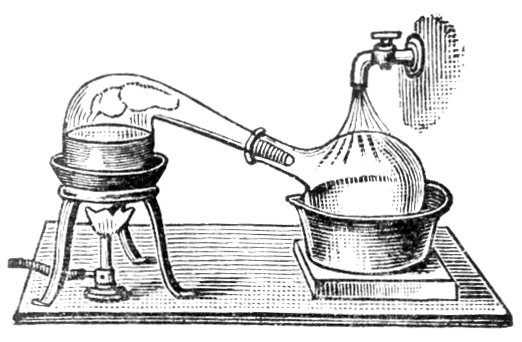
معوجة أثناء الاستخدام

في الاستخدامات المخبرية، وبسبب التقدم التكنولوجي، وخاصة اختراع مكثف ليبج، فإنه قد تم تجاوز استخدام المعوجات إلى حد كبير. ومع ذلك، بعض التقنيات المختبرية التي تشتمل على عملية تقطير بسيطة والتي لا تحتاج إلى استخدام أجهزة مطورة، قد تستخدم المعوجات كبديل عن معدات التقطير الأكثر تعقيداً.